# Tolokiwa
Tolokiwa is een eiland in Papoea-Nieuw-Guinea. Het is 46 km² groot en het hoogste punt is 1396 meter.
De volgende zoogdieren komen er voor:
- Polynesische rat (Rattus exulans) (geïntroduceerd)
- Echymipera kalubu
- Dobsonia anderseni
- Macroglossus minimus
- Melonycteris melanops
- Nyctimene albiventer
- Syconycteris australis